# 天理市立病院
天理市立病院（てんりしりつびょういん）は、奈良県天理市にかつて存在した医療機関。天理市立病院事業の設置等に関する条例により設置された市立の病院であった。
2014年3月末をもって閉院し、同敷地に天理市立メディカルセンターが開設された。

## 沿革
- 1950年1月10日 - 二階堂村国民健康保険直営二階堂診療所が開院（富堂町305）[1]。
- 1953年9月16日 - 二階堂村国民保険直営二階堂病院に改称[1]。
- 1954年4月1日 - 市制施行により、天理市国民保険直営市立二階堂病院となる[1]。
- 1959年7月11日 - 天理市国民健康保険病院に改称。天理市母子保健センター併設[1]。
- 1975年2月21日 - 増改築工事竣工（天理市富堂町300番地の11、病床数 153床）[1]。
- 1976年4月1日 - 天理市立病院に改称[1]。
- 1990年2月1日 - 増改築工事竣工（病床数 173床）。9診療科となり総合病院となる[1]。
- 2008年8月 - 病床数を129床に減床[1]。
- 2014年3月 - 天理市立病院閉院[1]。
- 2014年4月 - 入院病床を持たない診療所として天理市立メディカルセンターが開院[1]。
- 2016年4月1日 - 旧市立病院敷地にメディカルセンターが完成し新施設で診察開始。休日応急診療所も保健センターから移転[2][3]。

## 診療科
- 内科
- 外科
- 整形外科
- 産婦人科
- 耳鼻咽喉科
- 麻酔科
- 小児科
- 眼科

## 交通アクセス
- 近鉄天理線前栽駅から徒歩約5分。
- 近鉄橿原線結崎駅または天理駅から天理市コミュニティバス「いちょう号」西部線、「天理市立メディカルセンター停留所」すぐ。

## 天理市立メディカルセンター
- 天理市立病院跡で運営する天理市立メディカルセンターは、診療所・健診センター・睡眠呼吸障害センターを備え、社会医療法人高清会が指定管理者として運営している[4]。